# 东北路道
东北路道，清朝末年设置的道，属于吉林省。
宣统元年（1909年）四月置东北路兵备道，治所在依蘭府（今黑龙江省依兰县）。辖依蘭府、临江府（今黑龙江省同江市）、密山府（今黑龙江省密山市）、呢吗厅（今黑龙江省虎林市）、绥远州（今黑龙江省抚远县）、宝清州（今黑龙江省宝清县）、勃利县、桦川县（今黑龙江省佳木斯市）、富锦县（今黑龙江省富锦市）、饶河县等。八月称分巡吉林东北路依兰兵备道，加参领衔。民国改为依兰道。